# O Rosal
O Rosal – gmina w Hiszpanii, w prowincji Pontevedra, w Galicji, o powierzchni 44,13 km². W 2011 roku gmina liczyła 6574 mieszkańców.